# Kaylyn
Kaylyn  è un nome proprio di persona inglese femminile.

## Varianti
- Femminili: Kaylynn[1][2], Kaylin[1], Cailyn[1], Cailin[1], Kalyn[1], Kaelyn[2], Kaelynn[2]

## Origine e diffusione
Un nome recente, nato nella metà del XX secolo. Si tratta di una combinazione dei nomi Kay e Lyn, mentre secondo altre fonti si è originato semplicemente come variante di nomi che iniziano con il suono kay- e finiscono con il suono -lin (come Kayla, Kaylee e Caitlin).
Viene utilizzato anche come forma anglicizzata del nome irlandese Caoilfhionn; inoltre, la sua variante Cailin coincide con il termine irlandese cailín ("fanciulla", "ragazza"), da cui è derivato il nome inglese Colleen.

## Onomastico
Si tratta di un nome adespota, cioè privo di santa patrona; l'onomastico ricade quindi ad Ognissanti, il 1º novembre, ma è anche possibile festeggiarlo lo stesso giorno di Kay.